# Poliot (coet)
Poliot rus: Полёт ГУКОС — 11А59) va ser un coet lleuger soviètic de dues etapes de la família R-7. El vehicle de llançament Polet va ser desenvolupat i fabricat a la sucursal núm. 3 de Samara d'OKB-1 (ara TsSKB-Progress) sota la direcció de Dmitri Ilitx Kozlov i Serguei Koroliov..
El coet "Poliot" és una modificació del vehicle de llançament "R-7A" i es tenia com a objectiu llançar en una òrbita circular satèl·lits artificials de maniobra especial- "Poliot-1" i "Poliot-2", desenvolupada per OKB-52 sota la direcció de Vladímir Txelomei.

## Història de la creació
El coet de dues etapes 11A59 ha estat de conformitat desenvolupada a la Resolució del Comitè Central del Partit Comunista de la Unió Soviètica i pel Consell de Ministres de l'URSS Núm. 258-110 del 16 de març de 1961, per la sucursal núm. 3 de l'OKB-1 (ara TsSKB-Progress) sobre míssil balístic intercontinental de l'"R-7A” (Índex GUKOS - 8K74).
Els treballs de prova sobre el desenvolupament dels processos de separació de l'objecte IS (el nom de treball dels dispositius I-2V) de la segona etapa del vehicle de llançament 11A59 es van realitzar a la base de proves i desenvolupament de vol Jukovski.

## Característiques de disseny
El vehicle de llançament 11A59 es va desenvolupar sobre la base de "R-7A" creant un disseny i un tipus fonamentalment nous de capçalera. Una innovació tècnica fonamental va ser el fet d'utilitzar un cordó de detonació al voltant del cos per descarregar el cap.

## Historial de llançaments
El llançament del vehicle 11A59 "Poliot" del cosmòdrom de Baikonur, el 1963 i 1964, els primers satèl·lits de maniobra soviètics "Poliot-1" i "Poliot-2", com l'"I-2V", creats a l'OKB- 52 sota la direcció de Vladímir Txelomei.
| 1 | 1 novembre 1963 | Poliot-1 | «И-1В» Núm. 1 | 1963-043A | 00683 | Baikonur 31/6 | èxit |
| 2 | 12 abril 1964   | Poliot-2 | «И-1В» Núm. 2 | 1964-019B | 00784 | Baikonur 31/6 | èxit |